# Melissa Tancredi
Melissa Tancredi (ur. 27 grudnia 1981 r. w Hamilton w prowincji Ontario) – kanadyjska piłkarka występująca na pozycji napastniczki.
Obecnie występuje w szwedzkim klubie Dalsjöfors GoIF; jest także podstawową zawodniczką kadry swojego kraju.

## Kariera reprezentacyjna
Tancredi w drużynie narodowej zadebiutowała 26 lutego 2004 roku. Z reprezentacją Kanady uczestniczyła w Igrzyskach Panamerykańskich w 2007 roku i 2011 roku, Mistrzostwach Świata w 2007 i 2011 roku, Złotym Pucharze w 2010 roku, a także w Igrzyskach Olimpijskich w 2008 i Igrzyskach Olimpijskich w 2012 roku.
| Drużyna narodowa | Rok  | Mecze | Bramki |
| ---------------- | ---- | ----- | ------ |
| Kanada           |      |       |        |
| 2004             | 7    | 0     |        |
| 2005             | 6    | 0     |        |
| 2006             | 1    | 0     |        |
| 2007             | 7    | 2     |        |
| 2008             | 18   | 6     |        |
| 2009             | 4    | 1     |        |
| 2010             | 9    | 2     |        |
| 2011             | 15   | 3     |        |
| 2012             | 21   | 8     |        |
| Suma             | Suma | 88    | 22     |

### Osiągnięcia
- Igrzyska Panamerykańskie 2007
- Złoty Puchar CONCACAF 2010
- Igrzyska Panamerykańskie 2011
- Igrzyska Olimpijskie 2012